# Del Dako
Del Dako (* 1954 in Toronto; † 19. Januar 2013) war ein kanadischer Jazz-Musiker (Alt- und Baritonsaxophon, Vibraphon), der in der Musikszene von Toronto aktiv war.

## Leben
Del Dako war das Kind ungarischer Einwanderer; beeinflusst von der Musik Charlie Parkers begann er Modern Jazz zu spielen, zunächst Altsaxophon in Schulbands, als er das Upper Canada College in Toronto besuchte. Anschließend studierte er an der York University im neu geschaffenen Jazzprogramm; zu seinen Kommilitonen gehörten Jane Bunnett und Mark Eisenman. Seine Karriere als professioneller Musiker begann er mit einem Auftritt beim Montreux Jazz Festival in einer Studentenband. In den folgenden Jahren war er vorwiegend in der Jazzszene von Toronto aktiv, spielte u. a. in Jim Galloways Wee Big Band und der Band Jive Bombers (in der er auch Bariton spielte); außerdem begleitete er gastierende Musiker wie Slim Gaillard und Eddie „Cleanhead“ Vinson. In den 1990er Jahren tourte er in Kanada und legte zwei Alben unter eigenem Namen vor, Balancing Act (Sackville, 1995) und Vindaloo (1998).  Im Bereich des Jazz wirkte Dako zwischen 1978 und 1998 bei neun Aufnahmesessions mit. Daneben war er als Musikpädagoge beim Scarborough Board of Education aktiv. Nach einem Fahrradunfall im Jahr 2001 musste er seine Karriere im Alter von 47 Jahren zunächst unterbrechen, setzte sie dann als Vibraphonist fort. Er starb am 19. Januar 2013 an den Folgen einer Non-Hodgkin-Lymphom-Erkrankung.